# أكسازوليدين
أكسازوليدين هو مركب عضوي حلقي غير متجانس مشبع له الصيغة الكيميائية C3H7NO. يتألف المركب بنيوياً من حلقة خماسية حاوية ذرتين غير متجانستين، ذرة نتروجين وذرة أكسجين؛ ويطلق على مشتقاته اسم أكسازوليدينات، وهي مركبات معروفة.
يوجد هناك متصاوغان من المركب، وهما 2,1-أكسازوليدين، حيث تتجاور ذرتا النتروجين والأكسجين، ويطلق عليه اسم إيزوكسازوليدين؛ والآخر هو 3,1-أكسازوليدين، وهو الأشهر.

## التحضير
يحضر مركب أكسازوليدين من هدرجة (اختزال) مركب أكسازول في وسط من الكحول باستخدام الصوديوم.

## المشتقات
تعرف الأكسازوليدينات (مشتقات الأكسازوليدين) بشكل أكبر من المركب نفسه، ومن أشهرها مركبات أكسازوليدينون، وهي كيتونات يستخدم بعضها كمضادات اختلاج.
عند إدخال مجموعتي كربونيل على الحلقة نحصل على مركبات ديوكسوأكسازوليدين dioxooxazolidines، والمستخدمة في مجال مبيدات الفطريات ومن أمثلتها فينكلوزولين Vinclozolin و فاموكسادون Famoxadone.

## إيزوكسازوليدين
يعد إيزوكسازوليدين الشكل المشبع من إيزوكسازول؛ حيث تتجاور فيه ذرتا النتروجين والأكسجين داخل الحلقة. 

## الاستخدامات
تستخدم مركبات الأكسازوليدين كمبيد للميكروبات في المزلّقات؛ حيث تعمل على تحرير فورمالدهيد، الذي يقضي على البكتريا والفطريات.
كما تستخدم مركبات الأكسازوليدين كمادة مقسّية في صناعة بولي يوريثان المتصلب بالرطوبة الجوية، حيث يؤدي تفاعل حلمهة هذه المركبات غلى تحرير الحولات الأمينية والتي تتفاعل مع الإيزوسيانات في تفاعل بلمرة بالإضافة للحصول على اليوريثان واليوريا.

## اقرأ أيضاً
- إيميدازوليدين
- بيرازوليدين
- ديوكسولان
- ديثيولان
- أكسازولين